# Texasville
Texasville ist die Fortsetzung des Films Die letzte Vorstellung von Peter Bogdanovich, einem der wichtigsten und einflussreichsten Filmwerke des New Hollywood. Wie in diesem Werk führte Bogdanovich auch hier Regie. Ein großer Teil der Besetzung des Vorgängerfilms tritt erneut auf; außerdem beruht das Drehbuch auf demselben Roman, nämlich auf Larry McMurtrys semi-autobiografischem Roman Die letzte Vorstellung von 1966. Der Schriftsteller schrieb – wie schon zuvor – auch hier mit Bogdanovich zusammen das Drehbuch.

## Handlung
1984 im texanischen Anarene, 33 Jahre nach den Ereignissen des ersten Filmes. Duane Jackson ist inzwischen als Besitzer einer Ölfirma reich geworden, steckt nun aber mitten in einer Midlife-Crisis. Die Firma steht kurz vor der Pleite, da der Ölpreis gefallen ist, und das Verhältnis zu seiner Familie ist gestört. Seine Frau Karla, deren Ehe nach rund 20 Jahren mittlerweile eingeschlafen wirkt, glaubt, dass Duane sie betrügt – tatsächlich liegt sie damit nicht falsch, denn mehrere Frauen im Dorf haben mehr oder weniger weitgehende amouröse Beziehungen mit ihm. Auch Duanes Sohn Dickie ist wie sein Vater ein Frauenheld, mit einer Vorliebe für ältere Frauen, während Duanes Tochter Nellie ihre Verlobten ebenfalls ständig wechselt. Mit der Erziehung der Kinder und Enkelkinder zeigt sich die Familie oft überfordert.
Im Dorf Anarene pflegen die Jacksons Bekanntschaften mit verschiedenen Personen, die teilweise noch aus dem ersten Film bekannt sind. Die inzwischen betagte, aber immer noch energische Ruth Popper arbeitet bei Duane als Sekretärin. Lester Marlowe ist einem Herzinfarkt oder Suizid sehr nahe, da seine Geschäfte schlecht laufen und ihn seine Frau verlassen hat, nachdem sie mit Dickie Jackson eine Affäre hatte. Sonny Crawford, Duanes bester Freund seit Jugendtagen, ist alleinstehend geblieben und Dorfbürgermeister sowie Ladenbesitzer in Anarene. Er hat das Gefühl, im Gegensatz zu Duane nie etwas aus seinem Leben gemacht zu haben, und hängt immer stärker Erinnerungen an die Vergangenheit nach. Sonnys exzentrische Verhaltensweisen und schließlich ein Autounfall erwecken bei seinen Freunden den Verdacht, dass Sonny geisteskrank geworden ist. 
Jacy Farrow, die Jugendliebe von Duane aus dem ersten Film, ist vor kurzem nach Anarene zurückgekehrt. Sie ist in den letzten Jahrzehnten durch die Welt gereist und war in Europa eine einigermaßen erfolgreiche Filmschauspielerin. Zugleich war ihr Leben immer wieder von Schicksalsschlägen wie dem Unfalltoden ihres Sohnes und ihrer Eltern sowie einer unglücklichen Ehe geprägt. Jacy sucht in Anarene wieder Anschluss und findet ihn in Duanes Familie. Sie befreundet sich eng mit Karla – so eng, dass der Dorfklatsch beinahe eine lesbische Beziehung vermutet – und tauscht sich dabei auch mit ihr über Duane aus. Duane verhält sich Jacy gegenüber meist distanziert und unverbindlich. Jacy meint, dass es daran liege, dass er immer noch an Sex mit ihr denke, und das unterdrücken wolle. Auch Karla spürt, dass zwischen Jacy und Duane noch alte Gefühle vorhanden sind, und spricht das auch offen gegenüber ihrem Mann aus. Er ist sich unsicher, ob seine Ehe mit Karla noch eine Chance hat, zögert aber auch damit, sich Jacy anzunähern.
Sonny und Duane sind die Hauptverantwortlichen für das dreitägige Fest zum 100-jährigen Bestehen von Anarene, das zu einem der wenigen Großereignisse im Dorf wird. Dabei verkörpern Duane und Jacy für ein Theaterstück Adam und Eva und sie äußern, dass sie sich beinahe wie Adam und Eva ihres Dorfes vorkommen. Jack und Julie, die Zwillinge von Duane und Karla, sabotieren die Feier, indem sie mit anderen Kindern Hunderte von Eiern auf die Gäste werfen. 
Sonnys Geisteszustand wird unterdessen so problematisch, dass er für die Bewältigung seiner Lebensaufgaben die Hilfe von Ruth Popper braucht – die ihm gerne hilft, da er ihr damals als Jugendlicher durch ihre gemeinsame Affäre neuen Lebensmut geschenkt habe. Eines Morgens ist Sonny verschwunden. Duane, Ruth, Jacy, Karla und ein paar andere suchen und finden ihn auf dem höchsten Rang der Tribüne für die 100-Jahr-Feier, wo er Ereignisse aus der Vergangenheit halluziniert. Sie können Sonny retten und bringen ihn zum Auto. Jacy ist von dem Moment erschüttert und umarmt Duane. Als die Gruppe ins Dorf aufbricht, steigt Duane wortlos nicht ins Auto seiner Frau, sondern in das von Jacy.

## Kritik
Während der Vorgängerfilm mit Lob überschüttet wurde (er hält 100 % gute Kritiken auf der Kritikerauswertungsseite Rotten Tomatoes), hielt sich die Begeisterung der Kritiker in Grenzen. Der Film spielte etwas mehr als 2 Millionen US-Dollar ein, was im Angesichte eines deutlich höheren Filmbudgets einen Flop bedeutete. Bei Rotten Tomatoes kommt der Film auf 55 % positive Kritiken. Auch der Filmdienst schrieb ernüchtert: „Die bekannten Figuren vereinen sich, inzwischen 30 Jahre älter, zu einem melancholischen Porträt des amerikanischen Südens, das - anders als der frühere Film - aber nur wenig repräsentativ und aufschlußreich wirkt. Auch stilistisch entbehrt der Film der Vorzüge seines Vorgängers.“